# 山鼻19条停留場
山鼻19条停留場（やまはなじゅうくじょうていりゅうじょう）は、北海道札幌市中央区にある札幌市交通事業振興公社（札幌市電）山鼻線の停留場である。停留場番号はSC16。山鼻線の通る西7丁目通と、環状線との交差点（南19条西6丁目）に位置する。

## 歴史
- 1931年（昭和6年）11月23日 [2]「一中裏」の名称で停留場開業。
- 1941年（昭和16年）12月1日 廃止。
- 1950年（昭和25年）4月17日 「南19条」の名称で再開業。
- 1959年（昭和34年）4月1日 「山鼻19条」に改称。
- 1965年（昭和40年）11月1日 柏中学前停留場（現：幌南小学校前停留場）に統合、廃止。
- 1973年（昭和48年）11月1日 「山鼻19条」として再々開業。
- 2015年（平成27年）4月1日 停留場番号を設定[3]。

## 停留場構造
2面2線の対向式ホームである。交差点を挟んで南側に内回り（静修学園前方面）、北側に外回り（幌南小学校前方面）の乗り場があり、安全地帯が設けられている。
安全地帯にはロードヒーティングが施され、上屋が設置されている。

## 停留場周辺
- 山鼻東屯田通郵便局
- 南19条大橋
- 山鼻ゴルフセンター
- 北海道札幌南高等学校
- 北都交通「南19条西8丁目」停留所[4]（休止中[5]）

## 隣の停留場
札幌市交通局
山鼻線
幌南小学校前停留場 (SC15) - 山鼻19条停留場 (SC16) - 静修学園前停留場 (SC17)